# Cumbria
Cumbria [ˈkʌmbɹɪə] ist eine zeremonielle Grafschaft im nordwestlichen England. Sie grenzt an die Irische See im Westen und an die Pennines im Osten. Die benachbarten Grafschaften sind Northumberland, County Durham, North Yorkshire, Lancashire und die sogenannten Lieutenancy areas of Scotland Dumfries und Roxburgh, Ettrick and Lauderdale in Schottland.

## Geschichte

Die historischen Grafschaften in Cumbria

Die Grafschaft Cumbria entstand 1974, als die traditionellen Grafschaften Cumberland und Westmorland sowie Furness aus Lancashire zusammengeschlossen wurden. Die Bezeichnung „Cumbria“ wird für diese Region, die früher von den Kelten beherrscht wurde, schon seit Jahrhunderten benutzt. Sie stammt von der Bezeichnung der Gegend in der kumbrischen Sprache.
In Cumbria befindet sich der Lake District National Park.
Es besteht eine Kreispartnerschaft mit dem Rheinisch-Bergischen Kreis in Nordrhein-Westfalen.
Vor der Küste liegen mit Walney, Ormonde, Barrow und West of Duddon Sands mehrere Offshore-Windparks.
Cumbria war bis zum 1. April 2023 ein Non-Metropolitan County, das in sechs Distrikte unterteilt war: Allerdale, Barrow-in-Furness, Carlisle, Copeland, Eden und South Lakeland. Die Distrikte Allerdale, Carlisle und Copeland fusionierten zur Unitary Authority Cumberland und die Distrikte Barrow-in-Furness, Eden und South Lakeland fusionierten zur Unitary Authority Westmorland and Furness.

## Städte und Orte
- Aisgill, Alston, Ambleside, Appleby-in-Westmorland, Arnside, Askham, Askam-in-Furness, Aspatria
- Banks, Barbon, Barngates, Barrow-in-Furness, Bootle, Borrowdale, Bowness-on-Windermere, Braithwaite, Brampton, Brough, Broughton-in-Furness, Burton-in-Kendal, Buttermere
- Carlisle, Cartmel, Casterton, Clough, Cockermouth, Colthouse, Coniston, Cowgill
- Dalton-in-Furness, Dent
- Ecclerigg, Egremont, Elterwater
- Finsthwaite
- Gawthrop, Glenridding, Gosforth, Grange-over-Sands, Grasmere
- Hawkshead, Heversham, High Lorton, High Wray
- Kendal, Keswick, Killington, Kirkby Lonsdale, Kirkby Stephen
- Leadgate, Little Langdale, Loughrigg, Loweswater
- Maryport, Matterdale End, Middleton, Millom, Millthrop, Milnthorpe, Muncaster, Murton
- Newbiggin-on-Lune
- Orton
- Patterdale, Penrith, Pooley Bridge, Portinscale
- Rash, Ravenglass, Ravenstonedale, Rydal
- Sadgill, Seascale, Sedbergh, Sellafield, Shap, Silloth, Skelwith Bridge, St. Bees, Staveley, Swarthmoor
- Tebay, Temple Sowerby, Tindale Troutbeck, Troutbeck Bridge
- Ulverston, Underbarrow
- Walton, Watendlath Tarn, Wetheral, Whitehaven, Windermere, Workington

## Sehenswürdigkeiten
- Aisgill Falls, Wasserfälle in Aisgill
- Armitt Library
- Bassenthwaite Lake
- Blea Tarn in Langdale
- Blea Tarn in Eskdale
- Blea Tarn in Watendlath
- Bowfell
- Brantwood
- Carlisle Castle
- Cautley Spout
- Coniston Water
- Crummock Water
- Cumbria Way
- Dales Way
- Derwent Water
- Eamont
- Eden
- Elter Water
- Ennerdale Water
- Eskdale
- Fisher Tarn Reservoir
- Furness Abbey
- Gastack Beck Waterfall, Wasserfall nahe Dent
- Kreuz von Gosforth
- Great End
- Great Gable
- Greendale Tarn
- Hadrianswall
- Haweswater Reservoir
- Holker Hall
- Killington Reservoir
- Lakeside & Haverthwaite Railway, Museumseisenbahn
- Lanercost Priory
- Latterbarrow, Hügel nahe Hawkshead
- Laurel and Hardy Museum, Museum über das Komikerduo Laurel und Hardy in Ulverston
- Levens Hall
- Little Langdale
- Little Langdale Tarn
- Low Tarn
- Loweswater
- Pennine Way
- Pillar
- Quaker Tapestry Museum, Museum in Kendal
- Ravenglass & Eskdale Railway, Museumseisenbahn
- Red Pike in Wasdale
- Red Pike in Buttermere
- Rydal Mount
- Rydal Water
- Scafell Pike
- Scoat Tarn
- Seathwaite Tarn
- Sizergh Castle
- Sty Head Pass
- Thirlmere
- Tindale Tarn
- Tindale Tarn House
- Ullswater
- Wasdale
- Wast Water
- Watendlath Tarn
- Whinfell Forest
- Wray Castle
- Wraymires Tarn
- Yewbarrow

### Archäologische Plätze
- Steinkreis von Castlerigg
- Druid’s Circle Steinkreis

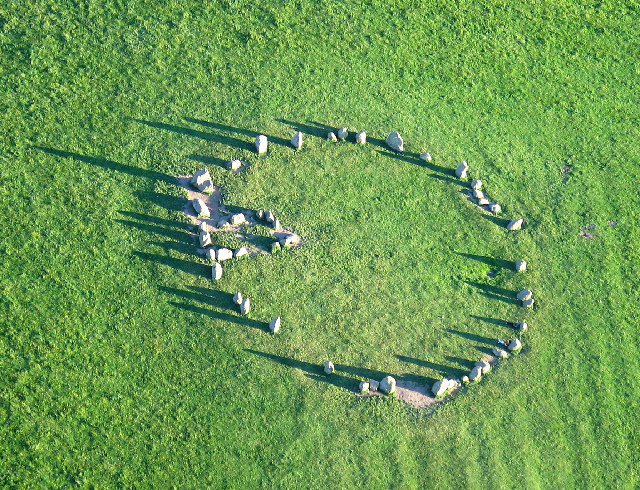
Steinkreis von Castlerigg

- Giant’s Grave (Cumbria), Steinpaar
- Gunnerkeld Steinkreis
- Henge von Mayburgh
- Hill of Skulls
- King Arthur’s Round Table
- Langdale Boulders
- Long Barrows von Mossthorn
- Long Meg and her Daughters, Steinkreis
- Steinkreis von Swinside

## Kulinarische Spezialitäten
- Cumberland Sausage
- Gingerbread aus Grasmere
- Kendal Mint Cake, Pfefferminz Konfekt aus Kendal von der Marke Romney's
- Sticky Toffee Pudding